# Gewone duivenkervel
De gewone duivenkervel (Fumaria officinalis) is een plant uit de papaverfamilie (Papaveraceae). De plant is in heel Europa aan te treffen in tuinen, wijngaarden, akkers en ruigten, meest op voedselrijke, lemige bodems. Ook in België en Nederland komt de soort algemeen voor.

## Uiterlijk
De gewone duivenkervel is een eenjarige, vooral liggende, kruidachtige plant die 10-50 cm groot wordt. De 6-9 mm lange bloemen staan in wel rechtop tot ontwikkeling komende trossen van tien tot vijftig stuks. Ze zijn purperrood, met een zwartpurperen top en een groene kiel. De vrucht is een nootje met één zaadje. De bladen zijn dubbelgeveerd.

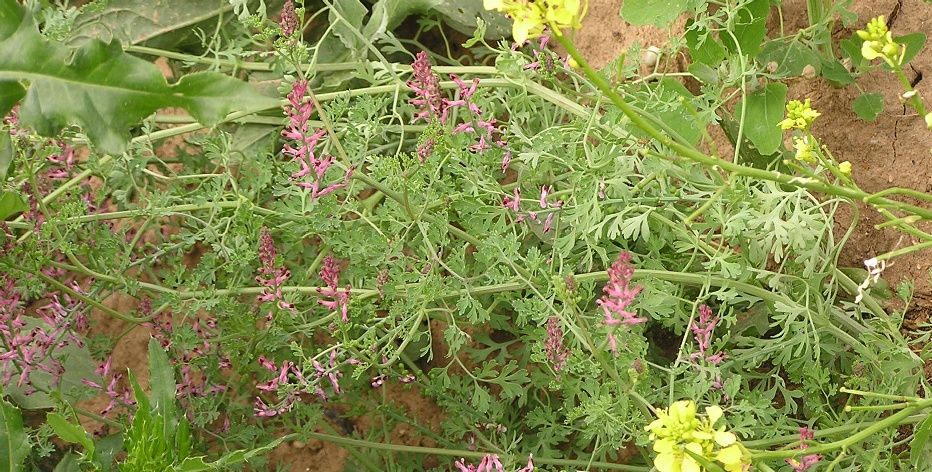
Gehele plant

## Gebruik
Het gebruik van gewone duivenkervel in de kruidengeneeskunde wordt uitgedrukt met de aanduiding officinalis in de wetenschappelijke naam. Plinius de Oudere noemde de plant al en in alle belangrijke kruidboeken uit de middeleeuwen komt hij voor. De plant bevat een aantal alkaloïden, waarvan fumarine de voornaamste is en daarnaast kaliumzouten, flavonoïden en tannines. Een aftreksel van de gedroogde plant wordt gebruikt tegen huidaandoeningen als eczeem en staat te boek als laxerend en eetlust opwekkend.